# 九岡望
九岡 望（くおか のぞむ、男性、1988年 - ）は日本のライトノベル作家・SF作家。熊本県出身、福岡県在住。有限会社エルスウェア所属。

## 経歴・作風
2011年、九丘望名義で投稿した『エスケヱプ・スピヰド』が第18回電撃大賞小説部門〈大賞〉を受賞し、翌年に改稿した同作で作家デビュー。秋山瑞人のファンであり、それが電撃大賞に応募する切っ掛けのひとつとなった。廃墟マニアであり、本人曰く「好きな廃墟は志免炭鉱跡。」であるという。
作風としては、SF的なマシンを登場させることや、物語の舞台に廃墟を用いることを好むなどの特徴を持つ。

## 作品リスト

### 書籍
- 『エスケヱプ・スピヰド』（電撃文庫、2012年2月 - 2015年4月、全8巻）
- 『ニアデッドNo.7』（電撃文庫、2017年4月）
- 『言鯨【イサナ】16号』（ハヤカワ文庫JA、2019年1月）
- 『地獄に祈れ。天に堕ちろ。』（電撃文庫、2019年11月）
- 『地獄に祈れ。天に堕ちろ。2 東凶聖餐』（電撃文庫、2020年7月）
- 『プラントピア』（原作：Plantopia partners、電撃文庫、2024年3月）

### 雑誌掲載作品

#### 小説
- 「エスケヱプ・スピヰド / 前夜」（『電撃文庫MAGAZINE』Vol.29(2012年12月発売)、掲載）
- 「エスケヱプ・スピヰド 幕間 / 迷宮電気街奇譚」（『電撃文庫MAGAZINE』Vol.38(2014年6月発売)、掲載）
- 「エスケヱプ・スピヰド 幕間 / 昭和一〇一年の学校の怪談」（『電撃文庫MAGAZINE』Vol.39(2014年8月発売)、掲載）
- 「ニアデッドNo.7 『死者滅ぶべし』」（『電撃文庫MAGAZINE』Vol.55 (2017年4月発売)、掲載）

#### エッセイ等
- 「九岡望の バイクで旅して考えた 第1回 山で迷ってナニを見た」（電撃徒然草『電撃文庫MAGAZINE』Vol.51 (2016年8月発売)、寄稿）
- 「九岡望の バイクで旅して考えた 第2回 ネコの国に近づいた」（電撃徒然草『電撃文庫MAGAZINE』Vol.52 (2016年10月発売)、寄稿）
- 「九岡望の バイクで旅して考えた 第3回 ここらで一つ燃料入れた」（電撃徒然草『電撃文庫MAGAZINE』Vol.53 (2016年12月発売)、寄稿）
- 「九岡望の バイクで旅して考えた 第4回 冬こそ熱い風呂だった」（電撃徒然草『電撃文庫MAGAZINE』Vol.54 (2017年2月発売)、寄稿）
- 「九岡望の バイクで旅して考えた 第5回 ラブホに入って一人で寝た」（電撃徒然草『電撃文庫MAGAZINE』Vol.55 (2017年4月発売)、寄稿）
- 「『BLAME! THE ANTHOLOGY』執筆者コメント「はぐれ者のブルー」」（『S-Fマガジン』2017年6月号（2017年4月発売）寄稿）
- 「九岡望の バイクで旅して考えた 第6回 バカとバイクは高いところが好きだった」（電撃徒然草『電撃文庫MAGAZINE』Vol.56 (2017年6月発売)、寄稿）
- 「2018年のわたし」 ： 『SFが読みたい! 2018年版』（S‐Fマガジン編集部/編、早川書房、2018年2月9日）掲載
- 「2020年のわたし」 ： 『SFが読みたい! 2020年版』（S‐Fマガジン編集部/編、早川書房、2020年2月10日）掲載

### アンソロジー収録作品
- 「敵は時雨沢」 - 『七人の時雨沢恵一』(電撃文庫MAGAZINE文庫[3]、2015年4月) 所収
- 「はぐれ者のブルー」- 『BLAME! THE ANTHOLOGY』（原作:弐瓶勉、ハヤカワ文庫JA、2017年5月）所収